# 交叉格拉姆矩陣
交叉格拉姆矩陣（cross Gramian）是控制理论中的名詞，會用{\displaystyle W_{X}}或{\displaystyle W_{CO}}來表示，是用來判斷線性系統可控制性及可觀測性的格拉姆矩阵。
針對線性的时不变線性系統 
{\displaystyle {\dot {x}}=Ax+Bu\,}
{\displaystyle y=Cx\,}
其交叉格拉姆矩陣定義為：
{\displaystyle W_{X}:=\int _{0}^{\infty }e^{At}BCe^{At}dt\,}
也是以下西爾維斯特方程的解：
{\displaystyle AW_{X}+W_{X}A=-BC\,}
三數組{\displaystyle (A,B,C)}有可控制性及可觀測性若且唯若{\displaystyle W_{X}}為非奇异方阵（也就是說，針對任意時間{\displaystyle t>0}，{\displaystyle W_{X}}都有滿秩）。
若對應系統{\displaystyle (A,B,C)}是對稱的，也就是存在轉換矩陣{\displaystyle J}使下式成立
{\displaystyle AJ=JA^{T}\,}
{\displaystyle B=JC^{T}\,}
則交叉格拉姆矩陣的特征值绝对值會等於漢克爾奇異值：
{\displaystyle |\lambda (W_{X})|={\sqrt {\lambda (W_{C}W_{O})}}.\,}
因此交叉格拉姆矩陣的奇异值分解的直接截斷會允許模型降階。